# Jelení (Nové Hamry)
Jelení (německy Hirschenstand) je zaniklá obec, která se nacházela přibližně 5,5 kilometru severozápadně od obce Nové Hamry v okrese Karlovy Vary. Rozprostírala se v údolí potoka Černá voda pod svahy Liščí hůrky a Jeleního vrchu, necelé dva kilometry od státní hranice. České pojmenování obce bylo stanoveno v roce 1947 odvozením od původního německého názvu.
Katastrální území o rozloze 13,97 km² se nazývá Jelení u Nových Hamrů.

## Historie

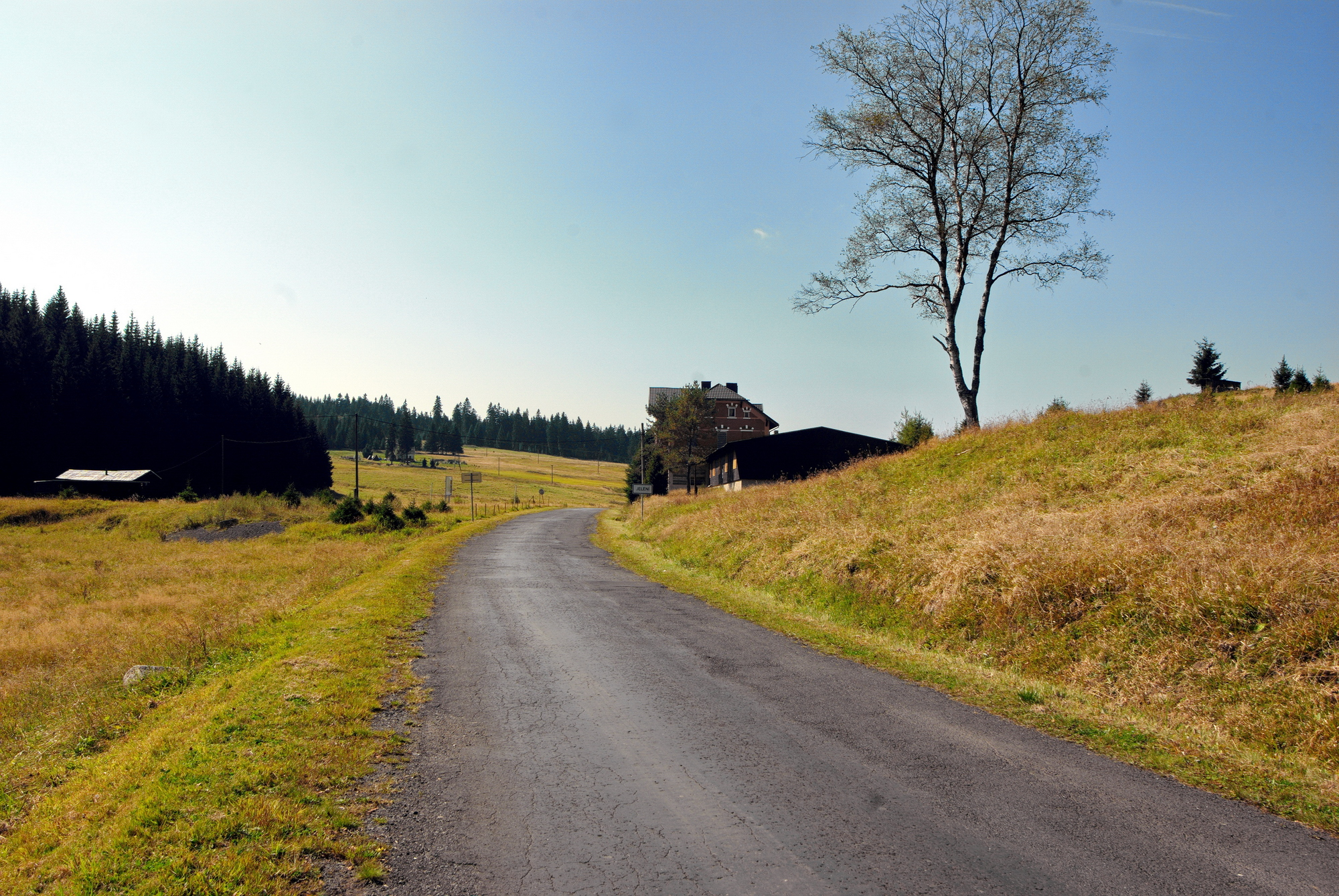
Jelení na sklonku léta

Jelení vzniklo jako hornická osada, způsobem typickým pro Krušné hory. I když rýžování cínové rudy v této oblasti má dlouhou tradici, k trvalému osídlení došlo až v průběhu 17. století. První písemná zmínka o Jelení je až v berní rule z roku 1654, kdy se zde uvádějí dvě stavení.
V 18. století se v širším okolí vesnice rozvíjela výroba krajek. V Jelení byl roku 1750 založen podnik Anton Gottschalk, který patřil k nejvýznamnějším krajkářským obchodníkům v Rakousko-Uhersku. Ve vsi působil do roku 1846, kdy se přestěhoval do Nejdku.
V letech 1869 až 1900 bylo Jelení obcí v okrese Kraslice, 1910 až 1930 obcí v okrese Nejdek. Do roku 1850 bylo Jelení součástí nejdeckého panství, které bylo v té době v držení rodu Veithů. Roku 1850 se stalo samostatnou obcí. V obci stál kostel sv. Antonína Paduánského z roku 1832. V blízkosti kostela se nacházela fara, mezi kostelem a farou byla v polovině 19. století postavena škola. Vzhledem k blízkosti hranic se zde nacházel také celní úřad. První Češi přišli do Jelení až po vzniku Československa v roce 1918 jako úředníci státní správy. Od roku 1930 mělo Jelení pravidelnou autobusovou linku do Nových Hamrů a Nejdku. V té době již bylo oblíbeným letoviskem. Mnozí domácí i zahraniční návštěvníci zde trávili část léta. V obci byly tři obchody, sedm hostinců s pokoji pro hosty. Obec byla dostupná i pro automobily, přes obec vedla silnice ze Saska do Karlových Varů. Návštěvníkům Jelení sloužily i turisticky značené lesní cesty.
K zániku obce došlo vylidněním oblasti po odsunu německého obyvatelstva po druhé světové válce. Následné pokusy o dosídlení skončily neúspěchem a opuštěné chátrající domy byly postupně demolovány. V padesátých letech 20. století byl úmyslně podpálen a následně demolován i kostel. Osud obce negativně poznamenalo rovněž vyhlášení hraničního pásma v roce 1951. V dubnu 1951 byla u státní hranice vytyčena dvě pásma. Obec se octla v zakázaném pásmu (pásmo do 2 km od státní hranice), odkud se musely vystěhovat civilní osoby a vstup byl pouze na povolenku v doprovodu příslušníka pohraniční stráže. Demolicím uniklo jen několik domů, jeden z nich slouží jako penzion. Od roku 1962 nebyl v Jelení trvale přihlášen žádný obyvatel.
Od roku 2015 má Jelení čtyři trvalé obyvatele, a to česko-indickou rodinu, která koupila chátrající dům, německými obyvateli dříve nazývaný Villa. Tento dům byl po druhé světové válce využíván vojáky jako pohraniční hlídka, později zde bylo rekreační středisko Ministerstva zahraničních věcí.

## Hornictví
Již dávno před založením osady zde probíhalo sezónní rýžování cínové rudy. Začátek rýžovnických prací odhadoval Johann Jokély na 12. až 13.  století, avšak bez historických podkladů. Johannes Mathesius uvádí, že hornictví v Jelení bylo v roce 1400 v plném rozkvětu. Jelení však není zmiňováno ve šlikovském urbáři z roku 1525, ani v kupní smlouvě nejdeckého panství z roku 1602. Přírodní podmínky byly totiž překážkou trvalého osídlení dokonce i za šlikovské hornické éry. Po vyčerpání povrchových rýžovišť v 16. století se staly centry hornictví primární ložiska. Rýžování se však dlouho provádělo souběžně s hlubinným dobýváním. Rýžoviště a doly nezanikly ani během třicetileté války (1618–1648). Když hrabě Černín koupil v roce 1633 nejdecké panství, byly cínové doly v kupní smlouvě uvedeny jako položka zvláštního významu. Po třicetileté válce se většina důlních měr nejdeckého panství nacházela právě v Jelení. Vytěžená cínová ruda byla drcena v místních stoupovnách a rozdružována plavením. Obohacená rudnina byla odvážena k tavení do cínové huti v Nejdku. K úpadku těžby začalo docházet až v 18. století. Historického maxima dosáhl počet obyvatel v polovině 19. století a těžbu prakticky ukončil dovoz levného cínu ze zámoří ve druhé polovině 19. století. Kromě cínových rud se v okolí Jelení těžila i manganová ruda a na jihovýchodním okraji vrchoviště Velký močál rašelina.

## Přírodní poměry
Katastrální území Jelení u Nových Hamrů je součástí evropsky významné lokality Krušnohorské plató a zasahuje do něj také část ptačí oblasti Západní Krušné hory.

## Obyvatelstvo
Při sčítání lidu v roce 1921 zde žilo 887 obyvatel (z toho 387 mužů), z nichž bylo 24 Čechoslováků, 861 Němců a dva cizinci. Kromě deseti evangelíků, sedmi členů jiných nezjišťovaných církví a dvou lidí bez vyznání se hlásili k římskokatolické církvi. Podle sčítání lidu z roku 1930 měla vesnice 834 obyvatel: 26 Čechoslováků, 802 Němců a šest cizinců. Stále převažovala římskokatolická většina, ale žili zde také dva evangelíci, 29 členů jiných nezjišťovaných církví a osm lidí bez vyznání.
|           | 1869  | 1880  | 1890  | 1900  | 1910  | 1921 | 1930 | 1950 |
| --------- | ----- | ----- | ----- | ----- | ----- | ---- | ---- | ---- |
| Obyvatelé | 1 139 | 1 242 | 1 207 | 1 017 | 1 063 | 887  | 834  | 27   |
| Domy      | 148   | 161   | 164   | 165   | 142   | 140  | 139  | 16   |